# Mark Paston
Mark Paston (* 13. Dezember 1976 in Hastings, Neuseeland) ist ein ehemaliger neuseeländischer Fußballspieler. Der Torhüter nahm mit der neuseeländischen Nationalmannschaft an mehreren internationalen Turnieren teil und spielte als Profi in England, Schottland und Neuseeland.

## Vereinskarriere
Paston begann seine Aktivenkarriere in Neuseeland bei den Napier City Rovers. 2003, nachdem er sein Studium abgeschlossen hatte, wechselte er nach England zum dortigen Zweitligisten Bradford City. Als Stammtorhüter in die Saison gestartet, führten anhaltende Leistenbeschwerden zu einer Operation Anfang 2004 und einen mehrmonatigen Ausfall. Erst im April kehrte er für zwei weitere Partien in das Tor von Bradford zurück, konnte den Abstieg des Klubs in die Football League One aber nicht verhindern. Nach finanziellen Problemen bei Bradford schloss er sich im Sommer 2004 dem Drittligakonkurrenten FC Walsall an. In der Frühphase der Saison 2004/05 übernahm er bei Walsall die Torhüterposition von Richard McKinney, verlor seinen Stammplatz aber bereits im Oktober nach der Verpflichtung von Joe Murphy wieder und wurde schließlich im Februar 2005 aus seinem Vertrag entlassen.
Im August 2005 unterschrieb er einen Einjahresvertrag beim schottischen Klub FC St. Johnstone, kam dort aber nur zu zwei Einsätzen bis zu seinem Abgang im Januar 2006. Anschließend kehrte er nach Neuseeland zurück und spielte für den Profiverein New Zealand Knights zehn Partien in der A-League. Nach der Liquidation des Vereins am Ende der Saison unterschrieb er einen Vertrag beim neu gegründeten Klub Wellington Phoenix, war dort aber hinter seinem Landsmann Glen Moss bis zu dessen Abgang im Sommer 2009 nur Ersatztorhüter. In der Saison 2009/10 brach er sich nach dem 17. Spieltag den Fuß und fiel für die restliche Spielzeit aus. Nach der Saison 2012/13 erklärte er seinen Rücktritt vom Profifußball.

## Nationalmannschaft
Für die neuseeländische A-Nationalmannschaft debütierte Paston 1997 gegen Indonesien. 2003 stand er im Aufgebot Neuseelands für den Konföderationen-Pokal, kam beim Vorrundenaus als Ersatztorhüter hinter Mike Utting aber nicht zum Einsatz. Ein Jahr später beim OFC-Nationen-Pokal 2004 war Paston in der Endrunde Stammtorhüter, belegte mit seinem Team aber überraschend hinter Australien und den Salomonen nur den dritten Platz. In der WM-Qualifikation 2010 war Paston überwiegend Stammspieler, beim Konföderationen-Pokal 2009 erhielt allerdings Moss den Vorzug. 
In den beiden Play-off-Spielen um die WM-Teilnahme gegen Bahrain stand Paston im Tor und hielt beim entscheidenden 1:0-Heimerfolg in der 51. Minute einen Strafstoß. Durch diesen Sieg qualifizierte sich Neuseeland erstmals seit 1982 wieder für eine WM-Endrunde, bei der Paston in allen drei Spielen der All Whites zwischen den Pfosten stand. Begünstigt wurde sein Einsatz durch die Tatsache, dass sein Kontrahent Moss aufgrund eines Platzverweises während der WM-Qualifikation für die ersten beiden Gruppenspiele gesperrt war. Sein 36. und letztes Länderspiel bestritt Paston in der Qualifikation zur WM 2014 bei einem 2:1-Sieg gegen Neukaledonien.